# Stan Perkins
Stan Perkins, son till Carl Perkins, amerikansk rocklegend. Spelade trummor bakom sin pappa i 22 år. Började efter sin pappas död, lära sig spela gitarr, och turnerar nu i såväl USA, Australien, Europa. Oftast i Europa med sitt svenska kompband, The Cadillac band. Har spelat in två låtar i Sverige i Gyllene Tiders gitarristen Mats MP Perssons studio.